# الدقم (عمان)
الدقم (به عربی: الدقم) یک منطقهٔ مسکونی در عمان است که در استان وسطی واقع شده‌است.
یکشنبه ۲۴ مارس ۲۰۱۹ ارتش آمریکا  توافقنامه‌ای برای استفاده از دو بندر دقم و صلاله در عمان امضا کرد.
در 12 سپتامبر 2020 وزارت دفاع انگلیس در تجهیزات لجستیکی این بندر سرمایه‌گذاری ۲۳ میلیون و ۸۰۰ هزار پوندی داشت.